# Vinicius Galvão Leal
Vinicius Galvão Leal (Porto Alegre, 1989. augusztus 12. –) brazil labdarúgó, az osztrák Union Pettenbach játékosa. Egyszeres magyar bajnok, és egyszeres magyar szuperkupa győztes játékos. 2009-ben Bajnokok ligája résztvevő volt a Debrecennel, azonban pályára nem lépett. Posztját tekintve csatár.

## Pályafutása

### Debrecen

#### 2008–09
Vinicius a Debrecen színeiben kezdte profi karrierjét. 2008. évi nyári átigazolási időszakban lett a cívisvárosiak játékosa. Az első osztályban 2009. április 4-én debütált a Siófok elleni hazai meccsen (5–1). A játékos egy gólt, és egy sárga lapot szerzett első fellépésén. A bajnokság végén bajnok lett csapatával. Ezenkívül pályára lépett a szuperkupa döntőn is, amit szintén megnyertek. A 2008/09-es szezonban tehát hat meccset játszott a Loki színeiben, és egy gólt szerzett. Ezenkívül, még öt ligakupa mérkőzésen játszott, ezeken két gólt ért el.
Azzal, hogy a Debrecenhez szerződött, automatikusan játszhat a másodosztályú csapatban is. Első szezonjában az NBII-ben huszonkét mérkőzésen lépett pályára, és három gólt szerzett. 2008. augusztus 9-én a Cegléd elleni győztes meccsen debütált (3–2). Első gólját, amelyet szintén a Ceglédnek lőtte, 2009. március 8-án szerezte. Ezután betalált még a Vecsésnek és a Ferencvárosnak is. A bajnokságot a második helyen zárta csapatával.

#### 2009–10
Következett a 2009–10-es szezon, amikor csapata a Bajnokok-ligájában szerepelhetett, azonban ő nem lépett pályára egy mérkőzésen sem. Első mérkőzését a szezonban, 2009. július 25-én játszotta a Diósgyőr ellen, csereként beállva. Ezt a mérkőzést még három követte az őszi szezonban, gólt nem sikerült szereznie.
A 2009–10-es másodosztályú bajnokság őszi felében, tízszer lépett pályára a másodosztályban, és ezeken a találkozókon öt gólt rúgott. Két gólt a Mezőkövesdnek, egyet a Kazincbarcikának, szintén egyet a Baktalórántházának lőtt, és az utolsót pedig a REAC-nak lőtte.

#### 2012–14
2012-től kezdve több egyesületnek is kölcsönadták. Megfordult a Nyíregyháza Spartacusnál, a Csákvárnál és a Létavértesnél is. Emellett rendszeresen a DEAC színeiben is pályára lépett.

### Ibrány
2016 februárjában az Ibrány SE-hez igazolt és az amatőr ligákban összesen 51 találkozón lépett pályára két év alatt, melyeken hétszer volt eredményes.

### Union Pettenbach
2017. július 1-jén aláírt az osztrák negyedosztályú Union Sparkasse Pettenbach csapatához, ahol rendszeresen játszik és alapemberré vált.

## Statisztikái

### Klubcsapatokban
Frissítve: 2022. október
| Klub             | Szezon   | Liga     | Liga |
| Klub             | Szezon   | Mérkőzés | Gól  |
| ---------------- | -------- | -------- | ---- |
| Debrecen         | 2007–08  | 0        | 0    |
| Debrecen         | 2008–09  | 7        | 1    |
| Debrecen         | 2009–10  | 6        | 0    |
| Debrecen         | 2010–11  | 0        | 0    |
| Debrecen         | 2011–12  | 0        | 0    |
| Debrecen         | 2012–13  | 1        | 0    |
| Debrecen         | Összesen | 14       | 1    |
| Ibrány           | 2015–16  | 17       | 1    |
| Ibrány           | 2016–17  | 29       | 5    |
| Ibrány           | Összesen | 46       | 6    |
| Union Pettenbach | 2017–18  | 31       | 9    |
| Union Pettenbach | 2018–19  | 27       | 3    |
| Union Pettenbach | 2019–20  | 15       | 1    |
| Union Pettenbach | 2020–21  | 15       | 4    |
| Union Pettenbach | 2021–22  | 3        | 0    |
| Union Pettenbach | 2022–23  | 8        | 1    |
| Union Pettenbach | Összesen | 84       | 18   |

## Sikerei, díjai

### Klubcsapatokban
Debreceni VSC
- NB I: 2009
- NB II ezüstérmes: 2009
- Magyar szuperkupa: 2009
- Magyar ligakupa: 2010

## Külső hivatkozások
- Adatlapja a HLSZ-en (magyarul)
- Vinicius a DVSC hivatalos honlapján Archiválva 2010. február 13-i dátummal a Wayback Machine-ben